# Elecciones generales de Nueva Zelanda de 2023
Las elecciones generales de Nueva Zelanda de 2023 se realizaron para determinar la composición del 54.º Parlamento de Nueva Zelanda el 14 de octubre de 2023, después de que el 53.º Parlamento actualmente elegido se disuelva o expire.
En las elecciones de 2020, el Partido Laborista de centroizquierda, encabezado por la primera ministra Jacinda Ardern, ganó una mayoría absoluta en la Cámara, lo que resultó en la primera vez bajo el MMP que un partido pudo formar un gobierno sin necesidad de una coalición. No obstante, los laboristas formaron un acuerdo de cooperación con el Partido Verde. El principal opositor al gobierno laborista es el Partido Nacional de centroderecha, dirigido por Christopher Luxon, junto con ACT Nueva Zelanda y Te Pāti Māori.

## Antecedentes
Las elecciones generales anteriores celebradas el 17 de octubre de 2020 dieron como resultado una mayoría para el Partido Laborista, ganando 65 escaños, lo que les permitió continuar con el Sexto Gobierno Laborista sin restricciones en el 53.º Parlamento. Su socio de coalición del 52.º Parlamento, Nueva Zelanda Primero, no recibió suficientes votos para pasar el umbral del cinco por ciento o ganar en un electorado, lo que los expulsó del Parlamento. Socio de confianza y suministro, el Partido Verde recibió 10 escaños, dos más, convirtiéndose en el primer partido menor en aumentar su porcentaje de votos después de un mandato en el gobierno. En la oposición, el Partido Nacional perdió 23 escaños, lo que les da un total de 33, y ACT Nueva Zelanda pasó de un escaño a diez. Te Pāti Māori ganó un electorado maorí y obtuvo un escaño adicional en la lista después de perder representación en las elecciones generales de 2017. En las elecciones parciales celebrada el 10 de diciembre de 2022, el Partido Nacional obtuvo un escaño de los laboristas.

### Cronología
- 1 de noviembre de 2020 – El Partido Verde firma un acuerdo de cooperación con el Partido Laborista.[3]
- 6 de noviembre de 2020 – Jacinda Ardern presta juramento para un segundo mandato como primera ministra de Nueva Zelanda y se publican los resultados finales de las elecciones de 2020.[4][5]
- 25 de noviembre de 2021 – Judith Collins es destituida como líder del Partido Nacional a través de una votación de censura.[6]
- 30 de noviembre de 2021 – Christopher Luxon es elegido líder del Partido Nacional.[7]
- 18 de junio de 2022 – Se realizan elecciones parciales en Tauranga.
- 10 de diciembre de 2022 – Se realizan elecciones parciales en el Oeste de Hamilton.
- 19 de enero de 2023 – Jacinda Ardern anuncia su renuncia como líder del Partido Laborista y primera ministra de Nueva Zelanda.[8]
- 23 de enero de 2023 – Chris Hipkins es elegido líder del Partido Laborista y primer ministro de Nueva Zelanda
- 25 de enero de 2023 – Chris Hipkins presta juramento como primer ministro.[9]

## Sistema electoral
Nueva Zelanda utiliza un sistema de votación proporcional de miembros mixtos (MMP) para elegir a la Cámara de Representantes. Cada votante obtiene dos votos, uno para un partido político (el voto del partido) y otro para un candidato local (el voto del electorado). Los partidos políticos que alcanzan el umbral (5% del voto del partido o un escaño del electorado) reciben escaños en la Cámara en proporción al porcentaje del voto del partido que reciben. 72 de los 120 escaños son ocupados por los diputados elegidos de los electorados, con el ganador en cada electorado determinado por el método de mayoría simple (es decir, la mayoría de los votos gana). Los 48 escaños restantes son ocupados por candidatos de la lista cerrada de cada partido. Si un partido gana más electorados que escaños a los que tiene derecho bajo el voto del partido, se produce un excedente; en este caso, la Cámara agregará asientos adicionales para cubrir el restante.
El partido político o bloque de partidos con la mayoría de los escaños en la Cámara forma el Gobierno. Desde la introducción del MMP en 1996, ningún partido había ganado suficientes votos para ganar una mayoría absoluta de escaños, hasta la victoria Laborista de las elecciones de 2020, que les dio 65 escaños. Cuando ningún partido ha comandado una mayoría, los partidos han tenido que negociar con otros partidos para formar un gobierno de coalición o un gobierno minoritario. Algunas encuestas de 2022 indican que el Partido Maorí podría tener influencia en la formación del nuevo gobierno, estando preparado para dar una mayoría a los Laboristas o Nacionales. Māori esta en contra de realizar una coalición con ACT y los Nacionales después de los comentarios de David Seymour líder de ACT objetando la "cogobernanza" con los Maoríes.
Con 120, o 121 escaños con un excedente de un escaño, un partido o coalición, como un gobierno minoritario con un acuerdo de confianza y suministro, requiere 61 escaños para una mayoría en el Parlamento. Con dos escaños adicionales salientes en el Parlamento, se necesitarían 62 escaños, pero esto solo ha sucedido una vez; en las elecciones de 2008. El Partido Maorí tenía dos escaños salientes en 2008, y uno en 2005 y 2011. Mientras que otros partidos han regresado al Parlamento con menos del 5% de los votos del partido al ganar un escaño electoral (por ejemplo, ACT en 2005, 2008, 2011, 2014 y 2017), esto no resultó en escaños salientes.
Los límites electorales para la elección serán los mismos que en las elecciones de 2020, con 65 electorados generales (49 en la Isla Norte y 16 en la Isla Sur) y 7 electorados maoríes. Los límites se volverán a dar en 2024, después del censo de 2023.

## Fecha de las elecciones

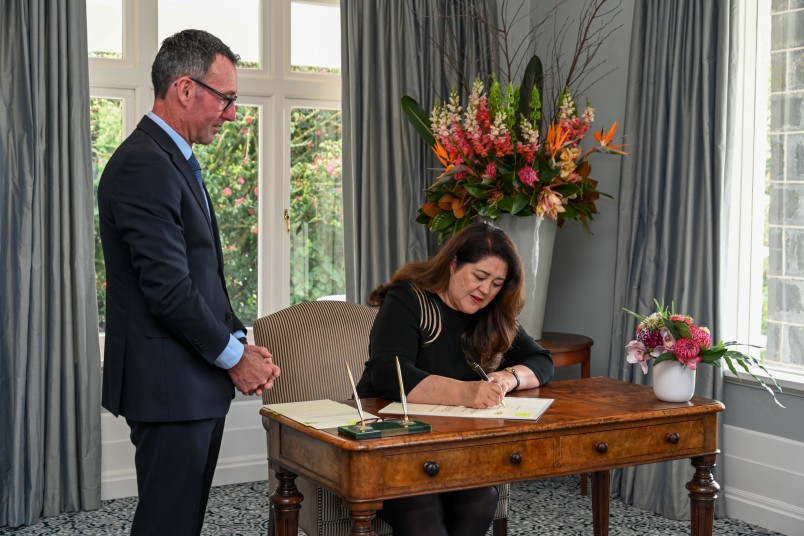
La gobernadora general, Cindy Kiro, firma la orden para las elecciones generales en la Casa de Gobierno.

La ley de elecciones de Nueva Zelanda dice que, a menos que se convoque una elección anticipada o se establezca la fecha de las elecciones para eludir la celebración de una elección parcial, se celebran elecciones generales cada tres años. Las elecciones anteriores se celebraron el 17 de octubre de 2020.
El gobernador general debe emitir órdenes para una elección dentro de los siete días posteriores a la expiración o disolución del parlamento actual. En virtud del artículo 17 de la Ley constitucional de 1986, el Parlamento expira tres años "A partir del día fijado para la devolución de los mandamientos emitidos para la última elección general anterior de miembros de la Cámara de Representantes". Las órdenes judiciales para las elecciones de 2020 fueron devueltas el 20 de noviembre de 2020; resultado, el 53.er Parlamento debe disolverse a más tardar el 20 de noviembre de 2023. Los mandamientos deben emitirse dentro de los siete días, por lo que el último día para la emisión de los mandamientos es el 27 de noviembre de 2023. Los mandamientos deben devolverse dentro de los 60 días posteriores a su emisión (excepto para cualquier recuento judicial, muerte de un candidato o aplazamiento de emergencia), que sería el 26 de enero de 2024. Debido a que el día de la votación debe ser un sábado, y se requieren diez días para el conteo de votos especiales, la última fecha posible para la próxima elección que se celebrará es en enero de 2024.
Sin embargo, es ampliamente aceptado por los comentaristas políticos, los medios de comunicación y la Comisión Electoral que las próximas elecciones se celebrarán a fines de 2023. El sitio web de noticias Stuff, como parte de sus predicciones políticas anuales, predijo que las elecciones serían en noviembre para no coincidir con la Copa Mundial Femenina de la FIFA 2023 organizada por Nueva Zelanda que termina en agosto y la Copa Mundial de Rugby Masculino 2023 que termina en octubre.
El 19 de enero de 2023, la primera ministra Jacinda Ardern anunció el sábado 14 de octubre de 2023 como fecha de las elecciones. El calendario indicativo de la elección es el siguiente:
| Fecha                                | Evento |
| ------------------------------------ | --- |
| 19 de enero de 2023 (jueves)         | El primer ministro anuncia que las elecciones generales se celebrarán el 14 de octubre. |
| 14 de julio de 2023 (viernes)        | Comienza el periodo regulado de publicidad electoral. Último día para cambiar el tipo de lista (general o maorí) para votantes maoríes. |
| 8 de septiembre de 2023 (viernes)    | Se disuelve el 52.º Parlamento. |
| 10 de septiembre de 2023 (domingo)   | Día de la orden judicial – el gobernador general emite instrucciones formales a la Comisión Electoral para que celebre la elección. Último día para inscribirse ordinariamente para votar (las inscripciones tardías deben emitir votos especiales) Comienza la campaña oficial; comienza la publicidad en radio y televisión |
| 15 de septiembre de 2023 (viernes)   | Las nominaciones de candidatos cierran a las 12:00 mediodía. |
| 27 de septiembre de 2023 (miércoles) | Comienza la votación en el exterior |
| 2 de octubre de 2023 (lunes)         | Comienza la votación anticipada |
| 13 de octubre de 2023 (viernes)      | Finaliza la votación anticipada y en el extranjero. Último día para inscribirse para votar (excepto en persona en los lugares de votación). Finaliza el período regulado de publicidad electoral; toda la publicidad electoral debe retirarse antes de la medianoche.                                                         |
| 14 de octubre de 2023 (sábado)       | Día de las elecciones: los lugares de votación abren a las 9:00 a. m. a 7:00 p. m. Las personas pueden inscribirse en persona en los lugares de votación. Resultados electorales preliminares publicados progresivamente después de las 7:00 p. m.                                                                            |
| 3 de noviembre de 2023 (viernes)     | Resultados oficiales de las elecciones declarados |
| 9 de noviembre de 2023 (jueves)      | Se devolvió el escrito de elección; declaración oficial de los miembros electos (sujeto a recuentos judiciales) |

## Partidos políticos
Los partidos políticos registrados en la Comisión Electoral pueden presentarse a las elecciones generales. Para registrarse, las partes deben tener al menos 500 miembros financieros, un auditor y un nombre de que sea apropiado. Un partido registrado puede presentar una lista de candidatos para ambos votos del votante (Por partido y candidato local). Mientras que los partidos no registrados e independientes solo pueden presentar candidatos locales.
En las elecciones de 2020, cinco partidos obtuvieron representación en la Cámara de Representantes, los que se describen en la siguiente tabla con su nombre nativo, ideología, líder y la cantidad de Representantes que obtuvo en las elecciones de 2020.
| Partido | Partido                                                                     | Ideología                           | Líder                                  | Repr previos |
| ------- | --------------------------------------------------------------------------- | ----------------------------------- | -------------------------------------- | ------------ |
|         | Partido Laborista de Nueva Zelanda New Zealand Labour Party                 | Socialdemocracia                    | Chris Hipkins                          | 65           |
|         | Partido Nacional de Nueva Zelanda New Zealand National Party                | Conservadurismo liberal             | Christopher Luxon                      | 33           |
|         | Partido Verde de Aotearoa Nueva Zelanda Green Party of Aotearoa New Zealand | Política verde                      | James Shaw y Marama Davidson           | 10           |
|         | ACT Nueva Zelanda ACT New Zealand                                           | Liberalismo clásico Conservadurismo | David Seymour                          | 10           |
|         | Partido Maorí Māori Party                                                   | Derechos de los indígenas maoríes   | Debbie Ngarewa-Packer y Rawiri Waititi | 2            |

En estas elecciones vuelven a participar ocho partidos que no obtuvieron representación en las elecciones de 2020: Nueva Zelanda Primero, Oportunidades, Nuevo Conservador, Legalización del Cannabis, UNO, Visión NZ, Aire Libre y Heartland. Además dos partidos participan por primera vez: Democracia NZ y Libertades Nueva Zelanda, ambos fundados en 2022. Desde 2020, se han dado de baja a cinco partidos: el Partido Mana el 5 de mayo de 2021, Avanza Nueva Zelanda el 19 de agosto de 2021,Nueva Zelanda Sostenible el 15 de diciembre de 2021,el Partido TEA el 21 de septiembre de 2022 y el Partido de Crédito Social el 28 de febrero de 2022.

### Parlamentarios que no se presentan a la reeleccióón
| Nombre         | Partido | Partido   | Electorado / Lista | Mandato    | Fecha anunciada         |
| -------------- | ------- | --------- | ------------------ | ---------- | ----------------------- |
| Jacqui Dean    |         | Nacional  | Waitakere          | Desde 2005 | 20 de mayo de 2022      |
| David Bennett  |         | Nacional  | Lista              | Desde 2005 | 26 de julio de 2022     |
| Ian McKelvie   |         | Nacional  | Rangitīkei         | Desde 2011 | 26 de julio de 2022     |
| Jan Logie      |         | Verde     | Lista              | Desde 2011 | 5 de diciembre de 2022  |
| David Clark    |         | Laborista | Dunedin            | Desde 2011 | 13 de diciembre de 2022 |
| Paul Eagle     |         | Laborista | Rongotai           | Desde 2017 | 13 de diciembre de 2022 |
| Marja Lubeck   |         | Laborista | Lista              | Desde 2017 | 13 de diciembre de 2022 |
| William Sio    |         | Laborista | Māngere            | Desde 2008 | 13 de diciembre de 2022 |
| Jamie Strange  |         | Laborista | Este de Hamilton   | Desde 2017 | 13 de diciembre de 2022 |
| Poto Williams  |         | Laborista | Christchurch Este  | Desde 2013 | 13 de diciembre de 2022 |
| Eugenie Sage   |         | Verde     | Lista              | Desde 2011 | 21 de diciembre de 2022 |
| Jacinda Ardern |         | Laborista | Monte Alberto      | Desde 2008 | 19 de enero de 2023     |
| Tāmati Coffey  |         | Laborista | Lista              | Desde 2017 | 10 de marzo de 2023     |

## Encuestas
Varias firmas encuestadoras han realizado encuestas de opinión durante el mandato del 53.er Parlamento de Nueva Zelanda (2020-2023) para las elecciones generales de 2023. Las encuestas regulares son las encuestas trimestrales producidas por Televisión Nueva Zelanda (1 News) realizadas por Kantar Public (anteriormente conocido como Colmar Brunton) y Discovery Nueva Zelanda (Newshub) realizadas por Reid Research, junto con encuestas mensuales por Roy Morgan Research y por Curia (Unión de Contribuyentes). El tamaño de la muestra, el margen de error y el intervalo de confianza de cada encuesta varían según la organización y la fecha.

### Pronósticos
| Fuente                                            | Escaños en el Parlamento | Escaños en el Parlamento | Escaños en el Parlamento | Escaños en el Parlamento | Escaños en el Parlamento | Escaños en el Parlamento | Escaños en el Parlamento | Pronóstico de formación gubernamental |
| Fuente                                            | LAB                      | NAT                      | GRN                      | ACT                      | TPM                      | NZF                      | Total                    | Pronóstico de formación gubernamental |
| ------------------------------------------------- | ------------------------ | ------------------------ | ------------------------ | ------------------------ | ------------------------ | ------------------------ | ------------------------ | ------------------------------------- |
| Taxpayers' Union–Curia 31 Aug–6 Sep 2023 poll     | 34                       | 46                       | 17                       | 19                       | 4                        | 0                        | 120                      | National–ACT (65)                     |
| Roy Morgan Aug 2023 poll                          | 30                       | 39                       | 16                       | 23                       | 5                        | 7                        | 120                      | National–ACT (62)                     |
| The Post/Freshwater Strategy 28–30 Aug 2023 poll  | 34                       | 46                       | 15                       | 14                       | 4                        | 7                        | 120                      | National–ACT–NZ First (67)            |
| Talbot Mills 24–30 Aug 2023 poll                  | 37                       | 45                       | 15                       | 13                       | 3                        | 7                        | 120                      | National–ACT–NZ First (65)            |
| 1 News Verian 12–16 Aug 2023 poll                 | 37                       | 48                       | 15                       | 17                       | 3                        | 0                        | 120                      | National–ACT (65)                     |
| Guardian Essential 2–6 Aug 2023 poll              | 38                       | 46                       | 11                       | 15                       | 3                        | 7                        | 120                      | National–ACT (61)                     |
| Newshub–Reid Research 26–31 Jul 2023 poll         | 42                       | 47                       | 12                       | 16                       | 3                        | 0                        | 120                      | National–ACT (63)                     |
| Horizon Research 12–17 de mayo de 2023 poll       | 45                       | 34                       | 12                       | 16                       | 6                        | 7                        | 120                      | Labour–Green–Māori (63)               |
| 1 News–Kantar Public Encuesta del 4–8 Mar 2023    | 46                       | 43                       | 14                       | 14                       | 3                        | 0                        | 120                      | LAB–GRN–TPM (63)                      |
| Taxpayers' Union–Curia Encuesta del 2–7 Mar 2023  | 49                       | 48                       | 8                        | 13                       | 2                        | 0                        | 120                      | NAT–ACT (61)                          |
| Roy Morgan Research Encuesta de Feb 2023          | 42                       | 41                       | 16                       | 17                       | 4                        | 0                        | 120                      | LAB–GRN–TPM (62)                      |
| Talbot Mills 26–31 Jan 2023 poll                  | 43                       | 46                       | 14                       | 13                       | 4                        | 0                        | 120                      | LAB–GRN–TPM (61)                      |
| 1 News–Kantar Public Encuesta del 25–29 Ene 2023  | 49                       | 47                       | 9                        | 13                       | 2                        | 0                        | 120                      | Empate                                |
| Horizon Research Encuesta del 23–28 Jan 2023      | 47                       | 39                       | 12                       | 18                       | 4                        | 0                        | 120                      | LAB–GRN–TPM (63)                      |
| Newshub–Reid Research Encuesta del 22–27 Jan 2023 | 48                       | 46                       | 10                       | 14                       | 2                        | 0                        | 120                      | Empate                                |
| Resultados de 2020 Elecciones del 17 Oct 2020     | 65                       | 33                       | 10                       | 10                       | 2                        | 0                        | 120                      | LAB (65)                              |

## Resultados
|  | 38.08 % |

|  | 43.47 % |

|  | 26.92 % |

|  | 31.21 % |

|  | 11.61 % |

|  | 8.26 % |

|  | 8.64 % |

|  | 5.45 % |

|  | 6.09 % |

|  | 2.80 % |

|  | 3.08 % |

|  | 3.89 % |

|  | 2.22 % |

|  | 1.02 % |

|  | 1.21 % |

|  | 1.18 % |

|  | 0.57 % |

|  | 0.13 % |

|  | 0.46 % |

|  | 0.46 % |

|  | 0.34 % |

|  | 0.24 % |

|  | 0.44 % |

|  | 0.18 % |

|  | 0.21 % |

|  | 0.16 % |

|  | 0.12 % |

|  | 0.09 % |

|  | 0.07 % |

|  | 0.10 % |

|  | 0.05 % |

|  | 0.02 % |

|  | 1.25 % |

|  | 100.00 % |

|  | 100.00 % |

|  | 78.20 % |

|  | 77.06 % |

## Formación de gobierno
Las negociaciones de coalición entre los partidos Nacional, ACT y NZ First concluyeron la tarde del 23 de noviembre. Ese mismo día Luxon, Seymour y Peters se reunieron en Wellington para finalizar el acuerdo.Los términos del acuerdo de coalición se dieron a conocer el 24 de noviembre de 2023.